# Hyptia longistila
Hyptia longistila är en stekelart som först beskrevs av Jean-Jacques Kieffer 1911.  Hyptia longistila ingår i släktet Hyptia och familjen hungersteklar. Inga underarter finns listade i Catalogue of Life.